# Prothyridae
De Prothyridae zijn een familie van uitgestorven tweekleppigen uit de infraklasse Euheterodonta.